# Georg Nussbaumer
Georg Nussbaumer (* 24. August 1964 in Linz) ist ein österreichischer Komponist und Performance-Künstler.

## Leben und Wirken
Georg Nussbaumer legte seine künstlerische Reifeprüfung im Jahr 1984 am Brucknerkonservatorium Linz ab und studierte dort sowie in Amsterdam bei Walter van Hauwe Blockflöte. In den Jahren von 1987 bis 2002 unterrichtete er an der Musikschule Linz. Im Jahr 2002 absolvierte er einen Aufenthalt in Kalifornien und 2004 in Los Angeles.
Im Jahr 2008 war er Gastdozent bei den von der Universität für Musik und darstellende Kunst Wien veranstalteten Wiener Tagen der zeitgenössischen Klaviermusik und 2015 Dozent bei der impuls Akademie Graz.
Nussbaumer erweitert Musikinstrumente zu Installationen, setzt vielfältige organische und anorganische Materialien ein und nutzt beispielsweise Maschinen, Videos oder lebende Tiere für die Umsetzung seiner Kompositionen. Er setzt sich seit Jahren intensiv mit Aspekten des Werks Richard Wagners auseinander.
Seit 1992 gehört er der Künstlervereinigung MAERZ an.

## Auszeichnungen
- 2001–2007: Anton Bruckner Stipendium des Landes Oberösterreich
- 2005: Publicity Preis des SKE Fonds der Austro Mechana
- 2009–2013: Staatstipendium für Komposition
- 2010: Kulturpreis des Landes Oberösterreich für Musik
- 2015: Jalal Sattari Award, Teheran

## Werke (Auswahl)

### Solomusik
- Kuahwåmpm – Solo für Kontrabass (1987)[4]
- Arie der Neuvermählten, von 8/9 Junggesellen bedroht – Solo für Flöte (1989)[4]
- Die Neuvermählte – Benotiertes Objekt für eine Flötistin (1989)[4]
- ZAHN:BLATT:SCHWEIFF – 4 Radierungen für Spieler mit einer Zugsäge und einer Strähne Roßhaar (1990)[4]
- Aquila Altera – Ein Madrigal nach einem Madrigal des Jacopo da Bologna (1990)[4]
- Sättigung der kalkenen Ungeheuer – Solo für Horn (1991)[4]
- Organ O agie – Solo für Orgel (1991)[4]
- 3. Notenzucht Isolde – Solo für Klavier (1992)[4]
- Ohrlauf/Orpheus lauscht – haptisches Partiturobjekt aus gekerbtem Stab, Saugerohr und -lauf (1993)[4]
- 5. St. Huberti Partiten – Hirschgeweihe mit Partiturplaketten (1994)[4]
- 1. Stitch in my side! Why did I run? – Partiturinstallation für Violoncello (1994)[4]
- 56 Schokoladenreiben – Solo für Marimbaphon (1994)[4]
- 2. the sea they think they hear – haptische Partitur für Solostimme (1994)[4]
- Die Feste des Himmels – für ein Beckenpaar/Erde (1997)[4]
- Weisser Flugversuch I, II, III – für präparierte (Tenor) Blockflöte (1998)[4]
- Rebhuhnkönig – Ein Flugversuch für Grosse Trommel (2000)[4]
- Klavier singt: la la la (Zungen und Zähne) – für Klavier (+ Zungen, Zähne)* (2000)[4]
- könig ludwigsonate oder das blau der schwanengrotte – Solo für Flöte (2007)[4]

### Ensemblemusik
- Gläserkreuz(e) – gestempelte Aktionspartitur (1989)[4]
- INRRINNBÅ – gestempelte Aktionspartitur (1989)[4]
- Schotterfeld mit Schwemmholzzeichen – plastische Partitur (1990)[4]
- St. Huberti Choräle – Bruch und Losungspartitur im Schnee, für fünf Violen und drei Hörner (1991)[4]
- 7. Kalte Würmer – Klavierinstallation/Partiturobjekte (1992)[4]
- 8. Eisklaviere – gefrorene Partiturobjekte für zwei Posaunen(1992)[4]
- Denselbm den oan (Tupftritte vorwärts) – Duo für zwei Flöten (1992)[4]
- 1. o.iseaux m.écaniques – Duo für 2 Spieler mit 88 Aufziehvogerln unter einem verhüllten Klavier (1992)[4]
- O' OR/Orpheus horcht – benotiertes Buch „Eingelegte Kalkeier“ von Walter Pilar (1993)[4]
- 5. -trotz allem Gehör II – für elf Metronome (1994)[4]
- 3. in anger awful the hammerhurler – Duo für Pauke (1994)[4]
- 7. he sank two lumps of sugar deftly longwise through the whipped cream – Eine Vermutung für Violoncello, Percussion (Eisblöcke, Bimsstein) (1996)[4]
- Streichquartett III: Vision mit Heftpflaster – Quartett für zwei Violinen, Viola und Violoncello (1996)[4]
- Streichquartett II: Wie dick ist der Blitz? – Quartett für zwei Violinen, Viola und Violoncello (1996)[4]
- Streichquartett I: Horizont/Geschwindigkeit – Quartett für zwei Violinen, Viola und Violoncello (1996)[4]
- AnArmorica – Eine Sehnsucht mit Federn, Haaren, Händen, Erdäpfeln … für Violoncello, Viola, große Trommel, Sprecher, Klavier (1996)[4]
- 3 MÄNNER & VIOLA/kleiner Käfig mit Zeugen – Diptychon für Viola und große Trommel (mit Nebeninstrumenten) (1996–1998)[4]
- NordWestPassagen/Streichquartett IV – Quartett für zwei Violinen, Viola und Violoncello (1998)[4]
- Tristan: „Schwimmen und Schweigen!“ – für Klavier, Mezzosopran, Tuba, Große Trommel, Becken, Klangbojen, Video in einer Schwimmhalle (z. T. schwimmendes Publikum) (1999)[4]
- germania - frottage (dendrophil) – Streichquartett V (2000)[4]
- re j.j.j – für 4 Sopranblockflöten (2000)[4]